# Claudia Martín
Claudia Martín Martínez (Oaxaca de Juárez, Oaxaca; 28 de agosto de 1989) conocida como Claudia Martín, es una comunicóloga, modelo y actriz mexicana.

## Biografía
Es licenciada en Comunicación Audiovisual por la Universidad Carlos III de Madrid. Antes de iniciar sus estudios, vivió en Inglaterra para estudiar inglés y de ahí nació su interés por estudiar en el Viejo Continente. A su regreso, ingresó a Televisa como diseñadora de vestuario. Fue ahí cuando descubrió que eso no era lo suyo, sino la actuación.
En 2015, hizo su primera aparición en la telenovela Amores con trampa producida por Emilio Larrosa.
En 2016 también participó en Un camino hacia el destino y Sueño de amor.
En 2017, se dio a conocer en la telenovela Enamorándome de Ramón, de la productora Lucero Suárez, donde interpretó a Andrea. Ese mismo año, obtuvo su primer protagónico en Sin tu mirada, junto a Osvaldo de León producción de Ignacio Sada Madero.
En 2018, confirmó su participación en la telenovela Amar a muerte, interpretando a Eva Carvajal en un rol antagónico, compartiendo créditos con Angelique Boyer y Michel Brown, entre otros.

## Filmografía

### Televisión
| Año       | Título                     | Personaje                                     |
| --------- | -------------------------- | --------------------------------------------- |
| 2015      | Amores con trampa          | Martina                                       |
| 2016      | Sueño de amor              | Anya Rodríguez                                |
| 2016      | Un camino hacia el destino | Victoria "Vicky'" Mejía Ocaña                 |
| 2017      | Enamorándome de Ramón      | Andrea Medina Fernández                       |
| 2017-2018 | Sin tu mirada              | Marina Ríos Zepahua / Marina Ocaranza Arzuaga |
| 2018-2019 | Amar a muerte              | Eva Carvajal Pineda de Luna                   |
| 2020      | Como tú no hay dos         | Natalia "Naty" Lira Vargas                    |
| 2021      | Fuego ardiente             | Martina Ferrer                                |
| 2022      | Los ricos también lloran   | Mariana Villarreal                            |
| 2022      | Mujeres asesinas           | Adriana Salas                                 |
| 2023      | Vencer la culpa            | Paloma Gallardo Rivera                        |
| 2024      | El amor no tiene receta    | Paz Roble Ruiz                                |
| 2025      | Juegos de amor y poder     | Luciana Espinosa                              |

## Premios y nominaciones

### Premios TVyNovelas
| Año  | Categoría               | Telenovela            | Resultado |
| ---- | ----------------------- | --------------------- | --------- |
| 2018 | Mejor actriz juvenil    | Enamorándome de Ramón | Nominada  |
| 2019 | Mejor actriz antagónica | Amar a muerte         | Ganadora  |

### Premios ERES
| Año  | Categoría    | Trabajo       | Resultado |
| ---- | ------------ | ------------- | --------- |
| 2019 | Mejor actriz | Amar a muerte | Nominada  |

### Premios de la revista Q
En 2018, recibió el reconocimiento de la revista Q por su desempeño actoral en la telenovela Sin tu mirada.
Premios Tv Adicto Golden Awards
| Año  | Categoría                | Trabajo                 | Resultado |
| ---- | ------------------------ | ----------------------- | --------- |
| 2024 | Mejor actriz protagónica | El amor no tiene receta | Ganadora  |